# Чачараки
Чачараки (груз. ჭაჭარაქი) — село в Грузии, на территории Ахалцихского муниципалитета края (мхаре) Самцхе-Джавахети.

## География
Село находится в южной части Грузии, на левом берегу реки Куры, на расстоянии приблизительно 1,5 километра (по прямой) к востоку от города Ахалцихе, административного центра муниципалитета. Абсолютная высота — 1010 метров над уровнем моря.

## Население
По результатам официальной переписи населения 2014 года, в Чачараки проживало 395 человек (187 мужчин и 208 женщин). В национальной структуре населения армяне составляли 82,8 %, грузины — 16,2 %, русские — 0,8 %.
| Год  | Население, человек |
| ---- | ------------------ |
| 2002 | 420                |
| 2014 | ↘ 395              |